# Stronnictwo Ludowe „Wola Ludu”
Stronnictwo Ludowe „Wola Ludu” – polska chłopska partia polityczna założona na przełomie lat 1943 i 1944 z inicjatywy Polskiej Partii Robotniczej. Zajmowała stanowisko prokomunistyczne. Ugrupowanie posiadało swoich przedstawicieli w PKWN i Krajowej Radzie Narodowej. Po zajęciu Lubelszczyzny przez Armię Czerwoną w końcu lipca 1944, w dniach 17–18 września tego samego roku przekształciło się w Stronnictwo Ludowe, ugrupowanie satelickie wobec Polskiej Partii Robotniczej. Działacze partii w dużej mierze wywodzili się z PPR i Stronnictwa Ludowego „Roch”.
Podczas zjazdu lewicowych działaczy chłopskich w Warszawie 21–23 lutego 1944, uchwała potępiła politykę rządu emigracyjnego, uznała za słuszną propozycję ZSRR w sprawie uregulowania wschodnich granic Polski, uznała sojusz robotniczo-chłopski za warunek zwycięstwa mas ludowych oraz odmówiła dotychczasowemu kierownictwu SL prawa reprezentowania ruchu ludowego. Postanowiono wydawać organ prasowy „Wola Ludu” i powołać nowy zarząd główny Stronnictwa Ludowego.
ZG SL „Wola Ludu” wybrany 21 lutego 1944:
Prezes:
- Stanisław Bańczyk

Wiceprezesi:
- Stanisław Kotek-Agroszewski
- Władysław Kowalski

Sekretarz generalny:
- Antoni Korzycki

Skarbnik:
- Bronisław Drzewiecki

Pozostali członkowie:
- Józef Blak
- Jan Czechowski
- Jan Dąb-Kocioł
- Anna Gadzalanka-Bojarowa
- Wilhelm Garncarczyk
- Stanisława Garncarczykowa
- Michał Gwiazdowicz
- Aleksander Kaczocha
- Genowefa Korzycka
- Franciszek Litwin
- Jan Lorek
- Józef Ozga-Michalski
- Bolesław Pietrzak
- Władysław Pietrzak
- Stefan Rękas
- Jan Rusin
- Leon Szparadowski
- Piotr Szymanek
- Tadeusz Woner